# Howard Ballard
Howard Louis Ballard (Ashland, 3 novembre 1963) è un ex giocatore di football americano statunitense che ha giocato nel ruolo di offensive tackle per i Buffalo Bills e i Seattle Seahawks della National Football League (NFL). Fu scelto nel corso dell'undicesimo giro (283º assoluto) del Draft NFL 1987 dai Bills. Al college ha giocato a football all’Alabama A&M University.

## Carriera professionistica
Soprannominato "House" per la sua robusta mole, Ballard fu scelto dai Buffalo Bills nell'undicesimo giro del Draft 1987. Coi Bills arrivò a disputare quattro Super Bowl consecutivi, perdendoli tutti, tra il 1990 e il 1993. Dopo essere stato convocato per due Pro Bowl consecutivi nel 1992 e 1993, Ballard passò ai Seattle Seahawks nel 1994, rimanendovi fino alla stagione 1998, dopo la quale optò per il ritiro.

## Palmarès
- (2) Pro Bowl (1992, 1993)
- Formazione ideale del 35º anniversario dei Seahawks

## Statistiche
| Partite totali | 170 |